# Friedrich Wilhelm Cavallar von Grabensprung

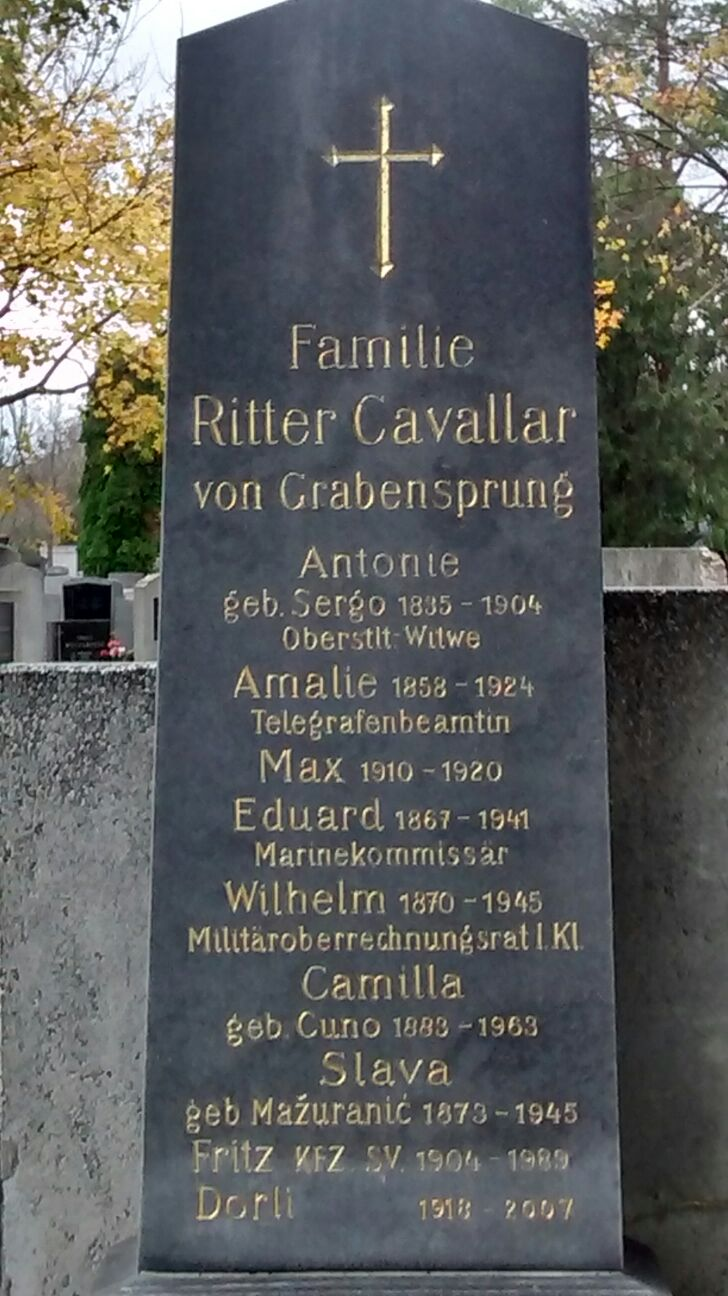
Familiengrab, Wien (2017)

Friedrich Wilhelm Ritter Cavallar von Grabensprung (* 3. August 1904 bei Pola, Markgrafschaft Istrien; † 1989 in Wien, Österreich), nach der Aufhebung des Adels in Österreich im Jahre 1919 nur noch Fritz Cavallar, war ein altösterreichischer Ingenieur, Erfinder, Offizier und Kfz-Sachverständiger.

## Biografie
Friedrich Cavallar entstammte der Offiziersfamilie Cavallar von Grabensprung. Er war das jüngste von vier Kindern des Eduard Cavallar von Grabensprung, einem Angehörigen der österreichischen k. u. k. Kriegsmarine.
Er studierte Ingenieurwissenschaften und spezialisierte sich zuletzt in der Fahrzeugtechnik.
Bereits sein Vater Eduard hatte im Jahre 1910 ein erstes Patent auf ein Feilenheft eingereicht und dürfte frühzeitig den Erfindergeist seines Sohnes geweckt haben. In der Zwischenkriegszeit, insbesondere in der Zeit des Ständestaates, ließ Cavallar einige seiner Erfindungen patentieren. Unter anderem 1933 eine elektrische Kochplatte, 1934 ein Flüssigkeitsgetriebe sowie 1938 einen elektrischen Signalschalter. Sie wurden von Unternehmen wie Schlafhorst & Co. W. (1940), Ford (1957) und Bosch-Siemens Hausgeräte (1998) für Nachfolge-Patente herangezogen.
Während des Zweiten Weltkrieges nahm er von 1941 bis 1943 am Afrikafeldzug teil und führte unter anderem unter Rommel als Offizier des technischen Dienstes eine Kfz-Staffel des Afrikakorps.
Nach dem Krieg ließ er sich im niederösterreichischen Eichgraben nahe dem Annunziatakloster nieder und verfasste zahlreiche Kfz-Sachbücher. Die bekannteste Buchreihe wurde in der Perlen-Reihe des Pechan Verlags herausgegeben. Andere Werke Cavallars veröffentlichte z. B. der Sailer Verlag. Fahrschulen zogen seine Bücher zur Vorbereitung auf die Fahrprüfung heran.
Im Jahre 1989 stürzte er im Garten seines Hauses in der Thomasstraße im Eichgrabener Ortsteil Stein von einer Leiter so unglücklich, dass er nach einigen Tagen im Krankenhaus seinen Verletzungen erlag.
Cavallar ist auf dem Wiener Zentralfriedhof in Gruppe 30 D, Reihe 10, Grab 17 an der Seite seiner Gattin Theodora, genannt Dorli, bestattet.

## Werke (Auswahl)

### Pechan Verlag
- Fritz Cavallar: Kraftfahrer prüfe dich selbst! 498 technische Prüfungsfragen für den Auto-, Motorrad-, Motorroller- und Lastkraftwagenfahrer (Diesel), Wien, Pechan Verlag, 1949[11]
- Band 501 - Fritz Cavallar: Kraftfahrer prüfe dich selbst! Für Führerschein A, B, C, D, D, E, F oder G. 498 technische Prüfungsfragen, Wien, Pechan Verlag, 18. Auflage (221. bis 235 Tausend), 1961
- Band 501 - Fritz Cavallar: Kraftfahrer prüfe dich selbst! 540 neubearbeitete technische Prüfungsfragen über Personen-, Lastkraftwagen - Anhänger und Motorrad. Wien, Pechan Verlag, 1972[12]
- Band 507 - Fritz Cavallar: Prüfe dich - Das neueste Verkehrsvorschriften-Bilderbuch für jedermann. Alle Führerscheingruppen, Wien, Pechan Verlag, 1956, 1957, 1962, 1967[13]
- Fritz Cavallar: Kraftfahrer prüfe dich selbst! 498 technische Prüfungsfragen für den Auto-, Motorrad-, Motorroller- und Lastkraftwagenfahrer (Diesel-Erdgas-Holzgas), Wien, Pechan Verlag, 1960, 1961 und 25. Ausgabe: 1967[14]
- Band 501/508 - Fritz Cavallar: Traktorfahrprüfung: Sondervorschriften in der Land- und Forstwirtschaft; verkehrsrechtlicher Teil, Wien, Pechan Verlag, 3. Ausgabe: 1960[15], 5. Ausgabe: 1966[16]
- Band 510 - Fritz Cavallar: Der Motorroller: Das Handbuch für den Rollerfahrer. Für den Anfänger ein Lehrbuch! Für den Fahrer praktische Winke! Bei Pannen ein nützlicher Ratgeber!, Wien, Pechan Verlag, 1954[17]
- Band 517 - Fritz Cavallar: Das Moped-Handbuch mit den neuesten Vorschriften, Wien, Pechan Verlag, 2. Aufl.: 1966
- Band 513 - Fritz Cavallar: Kraftfahrer, hilf Dir selbst!: Rat und Hilfe für den Kraftfahrer in allen Lagen, Wien, Pechan Verlag, 3. Ausgabe: 1966[18]
- Fritz Cavallar: 1 x 1 für Tankwagenfahrer, Wien, Pechan Verlag, 1967[19]

### Sailer Verlag
- Reihe Nr. 23 - Fritz Cavallar: Der Dieselmotor: Handbuch für den LKW- und Omnibusfahrer, Wien, Sailer Verlag, 1948, 1952 und 1955
- Fritz Cavallar: Handbuch für den Motorrad-Fahrer, Wien, Sailer Verlag, 1948
- Reihe Nr. 22 - Fritz Cavallar: Handbuch für den Motorradfahrer. Ein Lehrbuch für den Anfänger! Ein Hilfsbuch für den Berufsfahrer! Ein Leitfaden für den Sportfahrer!, Wien, Sailer Verlag, 1949, 1951 und 1952[20]
- Fritz Cavallar: Kraftfahrer Dich geht es an. Die neuen österreichischen Verkehrsvorschriften. Auszug aus dem österreichischen Kraftfahrgesetz und dem österreichischen Straßenpolizeigesetz mit Hinweis auf die noch geltende Kraftfahrnovelle 1949, Wien, Sailer Verlag, 1950[21]
- Fritz Cavallar: Die neuen österreichischen Verkehrsvorschriften: Auszug aus dem österreichischen Kraftfahrgesetz und dem österreichischen Straßenpolizeigesetz; Erg. nach der neuen Kraftfahrnovelle 1951, Wien, Sailer Verlag, 1951[22]
- Reihe Nr. 23 - Fritz Cavallar: Handbuch für den Lastkraftwagen- und Omnibusfahrer. Ein Lehrbuch für den Anfänger! Ein Hilfsbuch auf der Fahrt! Ein Ratgeber für die Wagenpflege! Unter Berücksichtigung der neuen Kraftfahrnovelle 1951, Wien, Sailer Verlag, 1952
- Reihe Nr. 43 - Fritz Cavallar: Traktorfahrer - Dich geht es an!, Wien, Sailer Verlag, 1952
- Reihe Nr. 41 - Fritz Cavallar: Ihr Auto - Der Personenkraftwagen in Wort und Bild. Leichtfaßlich und kurz das Wichtigste über den Kraftwagen., Wien, Sailer Verlag, 1952[23]